# Cosmosoma brasilicola
Cosmosoma brasilicola là một loài bướm đêm thuộc phân họ Arctiinae, họ Erebidae.